# Bulbul de Baumann
Phyllastrephus baumanni
Espèce
Répartition géographique
Statut de conservation UICN

 LC  : Préoccupation mineure
Le Bulbul de Baumann (Phyllastrephus baumanni) est une espèce de passereau de la famille des Pycnonotidae.
Son nom est attribué à l'officier colonial et entomologiste allemand Ernst Baumann (1871-1895).

## Répartition
Son aire dissoute s'étend à travers le sud de l'Afrique de l'Ouest.

## Habitat
Son habitat naturel est les forêts de plaine humides et les savanes humides subtropicales ou tropicales.